# La furia della marea
La furia della marea (The Angry Tide) è il settimo dei dodici romanzi dei Poldark, una serie di romanzi storici scritta da Winston Graham. Venne pubblicato nel 1977.

## Trama

### Libro primo
Inghilterra, 1798. Ross Poldark, ora membro del parlamento, fa ritorno a casa per dover affrontare alcuni problemi relativi alla miniera Wheal Grace, la cui vena sembra essere prossima all'esaurimento. Tra Ross e Demelza i rapporti sono un po' tesi in seguito a quanto avvenuto tra lei e il defunto tenente Armitage.
Nel frattempo, George Warleggan invita a pranzo sir Christopher Hawkins, membro del parlamento, per sapere da lui come comportarsi per poter comprarsi un seggio parlamentare.
Demelza, intenzionata a trovare un marito a Rosina Hoblyn, fa in modo che la ragazza inizi a frequentare suo fratello Drake Carne.
Il reverendo Osborne Whitworth viene convocato da Nathaniel Pearce, il quale, per alleggerirsi la coscienza essendo prossimo alla morte, gli confessa di aver usato denaro altrui per delle speculazioni. In seguito il reverendo incontra il dottor Daniel Behenna e con lui discute dell'eventualità di far rinchiudere la moglie in manicomio.
Venuti a conoscenza della prossima dipartita di Pearce, George e Cary Warleggan sperano di riuscire a sfruttare la cosa colpendo la banca di Harris Pascoe. Nicholas, il padre di George, disapprova il loro comportamento così come disapprova che il figlio stia acquistando proprietà a St Michael per sperare così di poter ottenere in futuro un seggio in parlamento.
Mentre sta tornando a casa dopo aver pranzato da Pascoe, Ross incontra per strada Dwight Enys, il quale gli rivela che Sarah, la figlia sua e di Caroline, non vivrà a lungo perché nata con un problema congenito al cuore.
A luglio Drake Carne riceve prima la visita del fratello Sam che cerca di convincerlo a sposarsi con Rosina, poi quella di Geoffrey Charles Poldark di ritorno da Harrow.
Il dottor Behenna chiede al dottor Enys di visitare Morwenna Whitworth e di esprimere un parere circa lo stato mentale della donna. Dopo averla visitata, Dwight conclude che la donna è si esaurita ma non pazza.
Nel frattempo, il generale francese Napoleone Bonaparte sbarca in Egitto e dopo aver scacciato i mamelucchi entra a Il Cairo diventando de facto il padrone dell'Egitto. L'ammiraglio inglese Horatio Nelson viene inviato sulposto per tenere d'occhio la flotta francese ancorata nella baia di Abukir.
Il reverendo Whitworth riprende a frequentare Rowella, la sorella di Morwenna, iniziando con lei una relazione extraconiugale. I due si vedono ogni giovedì sera approfittando del fatto che il marito della donna si trova a fare visita ai genitori.
George Warleggan tiene un grande ricevimento a Trenwith al quale partecipano molti abitanti della contea tra cui i Bodrugan, i Trevaunance, i Treneglos, i Teague, i Choake, i Devoran, gli Hawkins, i Whitworth e gli Enys. Quella sera, Elizabeth, per riposarsi un poco dalle fatiche della giornata, si mette a passeggiare per il giardino e qui viene avvicinata da Ross, recatosi sul posto per vedere quali ospiti avessero invitato i Warleggan. I due discutono un poco, ma vengono poi interrotti dall'arrivo del capitano Monk Adderley, anch'egli uno degli invitati al ricevimento.
Con il filone sud della Wheal Grace che si va sempre più assottigliando, Ross, Henshawe e Zacky Martin decidono di riprovare a collegarsi agli antichi cunicoli della Wheal Maiden. L'otto ottobre, mentre sta lavorando nella miniera, Sam Carne provoca accidentalmente un allagamento quando colpisce uno dei tunnel inferiori della Maiden che non è stato drenato a dovere. Fortunatamente, grazie al pronto intervento di Sam, quasi tutti i minatori riescono a salvarsi. Più tardi, Beth Daniel, la moglie di Paul, si reca a trovare Sam per vedere come sta. La donna lo informa poi che è giunta la notizia che, qualche settimana prima, in agosto, l'ammiraglio Nelson ha sconfitto la flotta francese di Napoleone e poi gli consegna una lettera a lui indirizzata da parte di Emma Tregirls. Nella lettera, la donna gli annuncia il suo imminente matrimonio con un giovane conosciuto sul posto di lavoro e questa notizia getta Sam nello sconforto.

### Libro secondo
A causa del disastro alla miniera Ross non fa ritorno a Londra e rimane in Cornovaglia per diversi mesi. 
A novembre, la piccola Sarah Enys muore dopo aver contratto l'influenza. Per superare la perdita della figlia, Caroline decide di trasferirsi a stare per qualche mese da una zia a Londra. A Natale, Ross e Demelza invitano a Nampara Dwight, Verity - la cugina di Ross - e il marito Andrew Blamey, il loro figlioletto Andrew, James Blamey, il figliastro di Verity, e i fratelli di Demelza, Sam e Drake.
A gennaio 1799, Caroline scrive a Demelza pregandola di raggiungerla a Londra quando Ross farà ritorno nella capitale per i lavori parlamentari. Demelza decide però di non seguire il marito per questa volta e così Ross parte da solo. 
A febbraio, Drake, il quale ha continua a vedersi saltuariamente con Rosina, racconta alla ragazza della sua storia d'amore passata con Morwenna e poi le propone di sposarlo. La ragazza accetta.
Il reverendo Whitworth stancatosi del rifiuto della moglie di adempiere ai propri doveri coniugali, la costringe con la forza ad avere un rapporto sessuale con lui. Da quel momento i due riprendono regolarmente ad avere rapporti, ma il religioso continua ancora a frequentare anche Rowella. Un giovedì sera Arthur Solway, marito di Rowella, fa ritorno a casa prima del tempo e, spiando dalla finestra, scopre che la moglie lo tradisce.
Cary Warleggan si reca da St John Peter, marito di Joan Pascoe, per chiedere la restituzione di alcuni prestiti a breve termine. 
Solway aggredisce il reverendo Whitworth mentre fa ritorno da casa di Rowella. Il reverendo accidentalmente muore. Appresa la notizia Drake, combattuto tra i sentimenti che prova per Morwenna e quelli per Rosina, annulla il matrimonio e va via di casa. Furioso per il comportamento tenuto da Drake, Jacka Hoblyn, il padre di Rosina, incendia la bottega del ragazzo. Drake nel frattempo si presenta a casa di Morwenna, ma la donna lo caccia via. Tornato a casa e avendola trovata distrutta, Drake si trasferisce a vivere da Sam.
Tornata a casa dopo aver visitato con Sam ciò che rimane della bottega di Drake, Demelza trova in casa ad attenderla Sir Hugh Bodrugan. L'uomo, dopo averle strappato un bacio, le rivela che la banca di Pascoe naviga in cattive acque e le consiglia di ritirare tutti i risparmi che ha lì depositati.
Demelza informa Zacky Martin, Will Nanfan e il capitano Henshawe circa le voci sulla banca Pascoe; poi la donna si reca a parlare con Pascoe per sapere cosa ci sia di vero o meno. Pascoe la rassicura sulla tenuta della sua banca e la donna decide quindi di non ritirare i suoi soldi. Demelza si reca poi da Ralph-Allen Daniell per chiedergli se è intenzionato a ricomprare la quota delle fornaci Daniell appartenente a Ross. L'uomo si rifiuta di farlo ma accetta di dare alla donna ottocento sterline in cambio dei futuri profitti legati alla quota di Ross. Sebbene Daniell le ha dato quei soldi per pagare i minatori, Demelza decide di utilizzarli invece nel tentativo di salvare la banca di Pascoe. Purtroppo nonostante questo gesto e anche a causa di numerose lettere diffamatorie anonime, la banca fallisce.
Ross fa ritorno a casa e appreso che Pascoe è fallito decide di tentare qualcosa per risolvere la faccenda. Si reca da Francis Basset sperando che l'uomo possa - con un altro credito - aiutare a far riaprire la banca Pascoe anziché assorbirla nella sua. Ross propone al nobile che, se l'assorbimento della banca Pascoe dovesse aver luogo ugualmente, sarebbe bello che lo stesso Pascoe figurasse tra i soci. L'uomo gli promette che discuterà della cosa con gli altri suoi soci.
In concomitanza con l'inaugurazione dell'Ospedale centrale di Cornovaglia sia Elizabeth che Morwenna scoprono di essere incinte. Elizabeth intende tener nascosta a George la gravidanza per poi farle credere di avere un altro parto prematuro ma, al termine del pranzo tenutosi alla Red Lion Inn, la donna ha un malore e sviene rendendo così noto a tutti il suo stato.
Il primo luglio, la banca "Basset, Rogers & Co." incorpora ufficialmente la Banca Pascoe diventando la "Banca di Cornovaglia" e avendo come soci il barone de Dunstanville di Tehidy, il signor John Rogers, il signor Mackworth Praed, il signor Henry Stackhouse, il signor Harris Pascoe e il capitano Poldark.

### Libro terzo
Ai primi di luglio Caroline torna in Cornovaglia e ad una festa in suo onore invita Ross e Demelza a partecipare al ricevimento che sua zia intende fare in occasione della riapertura del parlamento in autunno. Il 14 settembre Ross e Demelza partono per Londra dove, il 24 settembre, ha luogo il ricevimento. Colpito dalla bellezza di Demelza e motivato da una scommessa fatta con George Warleggan, il capitano Monk Adderley cerca ripetutamente di sedurla e continua anche a farlo alcuni giorni dopo quando i tre si recano insieme a teatro. 
Un giorno, rientrando a casa dopo una passeggiata con Caroline, Demelza trova Monk Adderley ad aspettarla e solo dopo una lunga insistenza riesce a convincere l'uomo ad andarsene. La settimana dopo in Parlamento Ross e Adderley hanno un diverbio in parlamento e quest'ultimo sentendosi offeso sfida Ross a duello. Nel corso del duello entrambi restano feriti: Ross al braccio e Adderley all'inguine.
Adderley muore in seguito alla ferita riportata e sebbene l'inchiesta si concluda col pronunciamento del verdetto di morte accidentale, iniziano a circolare voci che l'uomo sia morto in seguito ad un duello e che il suo sfidante fosse Ross Poldark. George Warleggan, venuto a conoscenza delle voci che circolano, tenta, senza però riuscirvi, di far incriminare Ross. Geoffrey Charles, dopo esser stato a trovare lo zio convalescente, torna a casa e vedendo il fratellastro Valentine giocare esprime alla madre e al patrigno il suo stupore per come il bambino sia il ritratto sputato di suo zio.
Ross si reca da Lord Falmouth per raccontargli quanto accaduto e per rassegnare le dimissioni da parlamentare; dimissioni che vengono respinte dal nobile. Una volta tornato in salute, Ross incontra per strada George e, come richiesto da Adderley in punto di morte, gli dà le dieci ghinee che l'uomo doveva a Warleggan per la scommessa persa. George, furioso con Ross, gliele getta in faccia e se ne va. In seguito, per evitare che Ross possa essere coinvolto in altri duelli a causa sua, Demelza decide di fare ritorno in Cornovaglia.
Elizabeth si reca da un medico per ottenere una medicina che la faccia partorire prematuramente.
Morwenna lascia la casa dove vive con Lady Whitworth e si presenta a casa di Drake. La donna le spiega di averlo scacciato malamente mesi prima perché in seguito al matrimonio con Ossie prova repulsione nei confronti dell'amore e del matrimonio. Drake riesce tuttavia a convincerla a sposarlo.
In seguito all'aggiornamento del parlamento, Ross torna in Cornovaglia viaggiando insieme a Caroline. Nel frattempo Elizabeth si reca alla bottega di Drake per parlare con Morwenna e, quando lei la riaccompagna a casa, la convince a trattenersi un poco di tempo a Trenwith. Quando Drake, recatosi a Bodmin con Demelza per ottenere una licenza che gli permetterà di sposarsi di lì a pochi giorni, fa ritorno a casa scopre che Morwenna è a Trenwith e vi si reca subito. Lì viene però cacciato malamente da George Warleggan. Poco prima George, saputo dell'imminente matrimonio tra Morwenna e Drake, aveva trattato male la ragazza costringendola ad andarsene e fare ritorno a casa. Tra George ed Elizabeth nasce poi una discussione sul suo comportamento nei confronti dei due giovani e sui suoi continui sospetti circa la paternità di Valentine. Più tardi, Elizabeth, nonostante abbia anche avuto un malore, decide di assumere il medicinale che dovrebbe provocarle un parto prematuro.
Il giorno delle nozze tra Drake e Morwenna, Elizabeth, assistita dal dottor Enys, partorisce una bambina a cui viene dato nome Ursula. Un paio di giorni dopo Enys viene richiamato perché la donna sta male e il dottor Behenna non sembra in grado di curarla. Il 14 dicembre, di ritorno da Truro ove si era recato per una riunione dei soci della Banca di Cornovaglia tenutasi il giorno prima, Ross viene informato da Demelza sulle condizioni di Elizabeth. Ross si precipita a Trenwith, dove apprende da George che Elizabeth è morta. Distrutto dal dolore Ross torna a casa per poi uscire di nuovo e mettersi a camminare per tutta la notte. Rientrato a casa alle prime luci dell'alba, Ross si mette a parlare con Dmelza delle sue paure sul domani e la donna gli dice che devono vivere il presente senza pensare al futuro che li attende.

## Edizioni
Tutte le edizioni italiane usano la traduzione di Maura Parolini e Matteo Curtoni. 
- 2019 - Sonzogno
- 2021 - Marsilio Editori (collana "Universale economica Feltrinelli")